# Staffan Söderlund
Rune Staffan Söderlund, född 10 april 1943,, avliden den 6 maj 2025 var en svensk idrottsledare inom bandy.

## Biografi
Söderlund var generalsekreterare för Internationella bandyförbundet 1981–1989 och vidare dess ordförande 1993–1997. Han var ordförande för Svenska bandyförbundet 1988–1997 och i dag hedersordförande för förbundet.
Söderlund är född och uppvuxen i Söderhamn, där han än i dag bor. Han har bland annat arbetat som kultur- och fritidschef på Söderhamns kommun.
Staffan Söderlund är morfar till den moderate politikern Alexander Hägg.